# Pierre Daninos
Pierre Daninos (Parigi, 26 maggio 1913 – Parigi, 7 gennaio 2005) è stato uno scrittore e umorista francese specializzato nella satira rivolta verso la piccola borghesia francese..
Si ricordano alcuni suoi carnets, in particolare Le carnet du Major Thompson edito nel 1954, ma anche Vacances à tout prix, Un certain Monsieur Blot, La France prise aux mots e Profession: écrivain.

## Opere
Le Tour du Monde du Rire, France, Libraire Hachette, 1953.
'I segreti del maggiore Thompson', Federico Elmo editore, 1957.